# Schauburg (Halle)

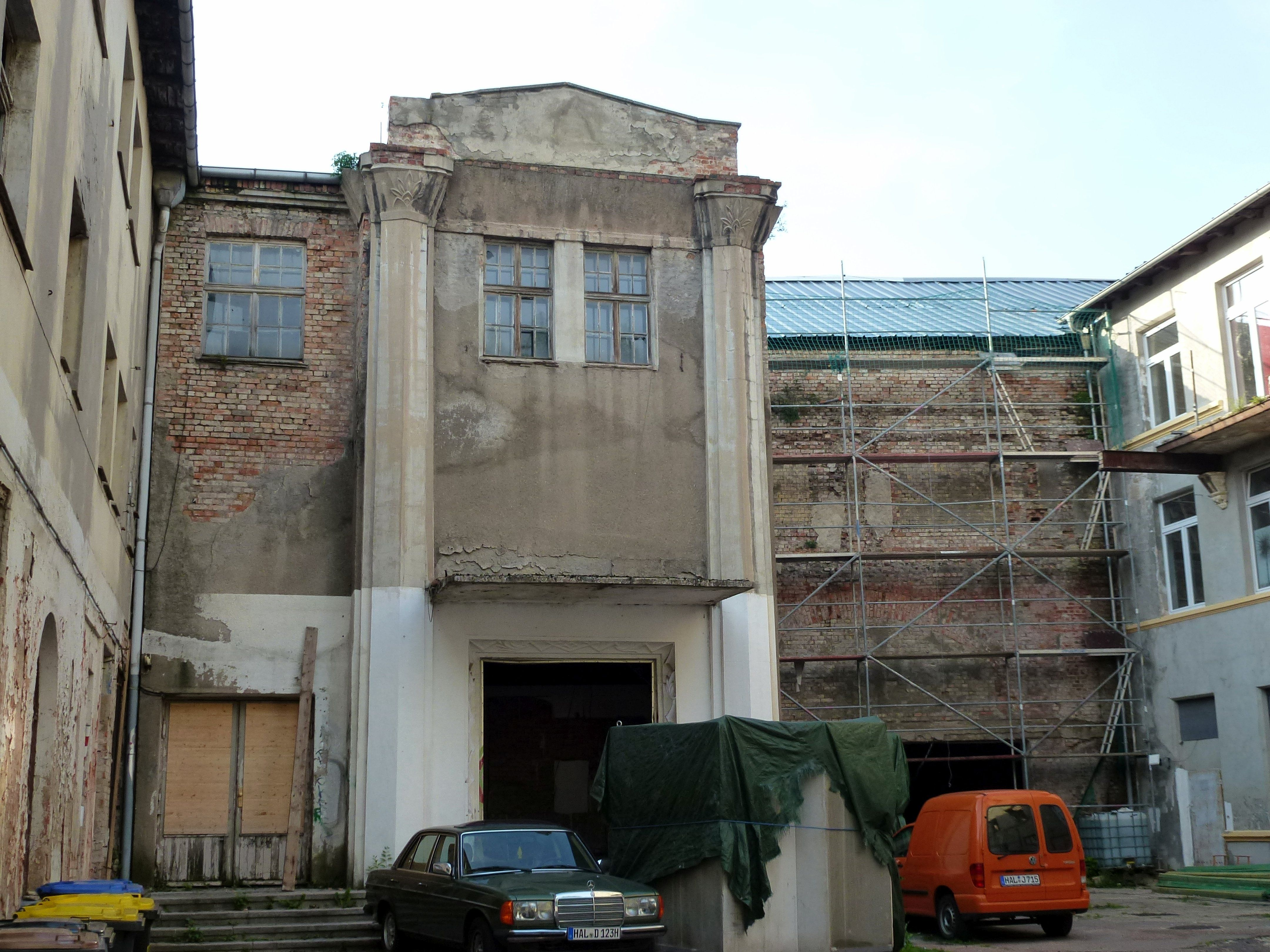
Eingang zur ehemaligen Schauburg im Hof der Großen Steinstraße 27–28 (2013)

Die Schauburg ist ein ehemaliges Velodrom und Kinogebäude auf dem Grundstück Große Steinstraße 27/28 in Halle (Saale).

## Geschichte
Die Aufzeichnungen über das Gelände der Schauburg reichen bis 1665 zurück, als im „Hauptbuch der gewöhnlichen Unpflichten“ der erzstiftische Kanzler Johann Krull als Eigner genannt wird. Nach dessen Tod erwarb es der Pfarrer der Moritzkirche Johan Jeremias Reichelm. Von 1680 bis 1780 wurde das Gelände durch Konditoren, von einer Goldschmiede und einer Töpferei genutzt.
Von 1801 bis 1883 betrieb die Familie Rosch einen Bauernhof und ließ eine große Scheune errichten, den Vorgänger des Saales, von der noch Grundmauern zu erkennen sind. 1853 ließ der Oekonom Carl Friedrich Rosch das Vorderhaus der Großen Steinstraße 27/28 errichten. 1874 kamen noch Stallungen hinzu, deren Substanz noch in stark umgebauten Zustand besteht. Ab 1888 beherbergte das Vorderhaus dann den „Gasthof zum alten Schwan“.
Schließlich erwarb Otto Gieseke das Gelände und beauftragte 1897 den Baumeister Fritz Thierichens mit Neu- und Umbauten. Aus der alten Scheune sollte ein Saal entstehen, um „im Winter und bei schlechtem Wetter sich im Radfahren zu üben respektive dasselbe zu erlernen“. Hinzu kam ein angeschlossenes Sportlerhotel mit Restaurant.
1899/1900 wurde im großen Saal eine Galerie eingebaut, deren Haltevorrichtungen an einigen Stellen noch zu sehen sind. Der Saal diente nun für Versammlungen und zum Tanz. Später finden sich Einträge, dass der mittlerweile „Germania-Saal“ genannten Raum als Zirkus ausgebaut werden sollte. Der Hotel- und Restaurantbetrieb endete im Jahr 1917. 1918 bezog die Buchdruckerei Wilhelm Hendrichs das Vorderhaus. Hier wurden unter anderem die ersten Ausgaben von Schultze-Galléras „Topographie oder Häuser- und Straßengeschichte der Stadt Halle“ gedruckt. In den 1940er Jahren übernahm ein Kollege die Druckerei, die nach dem Krieg noch bis 1989 Bestand hatte.
Der „Germania-Saal“ wurde 1919 zum Gebrauchtwagengeschäft Gerlach & Co., nachdem er kurzzeitig durch Militär belegt gewesen war. Im Nebengebäude befand sich Ende der 1920er Jahre das „Ledigenwohnheim des Leunawerks“. 1980 wurde das Gebäude Große Steinstraße 26 abgerissen, wodurch auch das Eingangstor zum Hof des Grundstücks verschwand. Bis 1993 befand sich im Erdgeschoss die Firma „Lichtpausbetrieb Meyer“, die dann in die Barfüßerstraße umzog.

### Das Kino
1926 stellte Rudolf Hovander den Antrag zum Umbau des ehemaligen Velodroms in ein Lichtspielhaus mit den damals baupolizeilich geforderten Notausgängen. Karl Kahlert entwarf die Vorhalle und das Vestibül mit den stark betonenden Halbsäulen. Der Architekt Walther Thurm führte den Umbau zum Kino durch. 1927 wurden die „Schauburg Lichtspiele“ mit 1200 Sitzplätzen – inklusive Rang und Logen – eröffnet. 1930 übernahmen die Leipziger Kinounternehmer Max und Gotthold Künzel das Haus und sorgten nach einem neuntägigen Umbau mit einer Renovierung im Jahr 1938 für hellere und freundliche Farben im Saal. Den Zweiten Weltkrieg überstand die Schauburg ohne Schäden – sie konnte im Juli 1945 als zweites Kino nach den C.T.-Lichtspielen in der Großen Ulrichstraße wieder eröffnen. Das Programm wurde zunächst von der SMAD und der Sojusintorgkino bestimmt. Die Gebrüder Künzel wurden mit einem Beschluss vom 18. August 1954 enteignet und entschädigt, danach wurde das Kino von den VEB Kreislichtspielbetrieben Halle und 1963 den Bezirkslichtspielbetrieben verwaltet.
Ende 1955 bis August 1956 wurden die Räume für 200.000 Deutsche Mark der Deutschen Notenbank renoviert und mit neuem Parkett, neuer Bestuhlung und Projektoren sowie Tontechnik ausgestattet. Dabei wurde die Projektion auch auf das Breitbildformat mit einer 14 Meter breiten Leinwand umgestellt. Im Oktober 1963 wurde das Kino nach Brandschäden geschlossen. Die Schauburg diente dann einige Zeit als „Neuererzentrum“ und polytechnisches Seminar. Es folgten bis 1996 noch Nutzungen als Küchenstudio mit Konsumgüterausstellung und Friseursalon, danach Leerstand.

### Gegenwart und Zukunft
Im Jahr 2010 war eine Nutzung als freies Theater mit großem Saal und drei Nebenbühnen, Probenräumen und Büroräumen für Theatergruppen, einem kleinen Club, Atelierwohnungen, einer Galerie, Kabarett und Dachterrasse mit Café geplant. Die Realisierung des Projektes begann im Sommer 2011 durch den Verein zur Förderung der freien Kulturlandschaft Sachsen-Anhalt e.V. und im Rahmen des SchauGarten  fanden bereits Veranstaltungen im Hof statt. Im November 2011 wurde das Projekt eingestellt, da die Sommerstürme im August 2011 Beschädigungen am Dach der Schauburg verursachten und dabei auch die Bühne im Hof zerstört wurde.
Zum Tag des offenen Denkmals im September 2011 konnte man noch einen Blick in die Schauburg werfen. Im Rahmen des Werkleitz-Festivals im Oktober 2012 wurde das Innere der Schauburg für eine Videoinstallation genutzt.
Am Morgen des 28. Dezember 2017 kam es zu einem Brand im Gebäude, das danach einsturzgefährdet war.